# Paus Paschalis II
Paus Paschalis II, geboren Raniero di Bieda (Bleda di Santa Sofia, Forlì - Rome, 21 januari 1118) was van 1099 tot 1118 paus van de Rooms-Katholieke Kerk.

## Leven

### Kerkelijke carrière voor zijn pontificaat
Raniero werd in Bleda (of Galeate) in de omgeving van Forlì geboren. Hij zou al zeer jong intreden in de abdij van Vallombrosa en vervolgens in de abdij van Cluny. Zijn eerste beduidende functie oefende hij als abt van Sint-Laurens buiten de Muren uit. Door Gregorius VII in 1078 tot kardinaal-priester van San Clemente verheven, bekleedde hij van 1089 tot 1090 het ambt van een pauselijk legaat in Frankrijk en Spanje.

### Pontificaat
Op 14 augustus 1099 werd hij na de dood van Urbanus II door het college tot Paus verkozen. Hij was de eerste bij zijn troonsbestijging gekroonde Paus. In de Investituurstrijd volgde hij de politiek van zijn voorganger Gregorius VII en had hij ook de tegenpaus Clemens III als rivaal, die door keizer Hendrik IV als tegenpaus tegen paus Gregorius VII was aangesteld. Toen deze in 1100 overleed, werd de tegenpaus Theodorik verkozen om de Investituurstrijd voort te zetten. Gedurende enkele maanden had deze Theodorik Rome in handen, maar toen Paschalis II in januari 1101 terugkeerde uit Zuid-Italië, zag hij zich gedwongen te vluchten. Paschalis' troepen achterhaalden hem echter en namen hem gevangen. Paschalis sloot Theodorik op in een benedictijner klooster La Cava bij Salerno, waar eerder al tegenpaus Innocentius III had gevangengezeten. Daarop werd in het voorjaar van 1101 de tegenpaus Albert verkozen, die na een pontificaat van slechts enkele maanden door een van zijn eigen aanhangers werd verraden en in handen viel van Paschalis II. Paschalis zette Albert gevangen in het Laurentiusklooster in Aversa. De Romeinse adel bleef echter weigeren Paschalis als paus te erkennen. In 1102 vernieuwde Paschalis II dan ook de ban tegen keizer Hendrik IV.
In 1104 lukte het Paschalis om de tweede zoon van Hendrik IV, de latere Hendrik V, tot een opstand tegen zijn vader te bewegen. Toen Paschalis in 1105 buiten Rome verbleef, achtte de Romeinse adel de tijd rijp tot een nieuwe pausbenoeming over te gaan en Maginulf, de aartspriester van Castel Sant'Angelo, werd als Silvester IV door hen tot paus gekozen en ontving op 18 november 1105 in de basiliek Sint-Jan van Lateranen zijn wijding tot paus. Toen Paschalis de volgende dag naar Rome terugkeerde, braken ernstige onlusten uit. Aanvankelijk kregen Silvesters troepen de overhand, maar in november 1105 keerde het tij en zag Silvester zich gedwongen Rome te verlaten en zijn toevlucht te zoeken in Osimo, waar hij bescherming vond bij graaf Guarniero van Ancona.

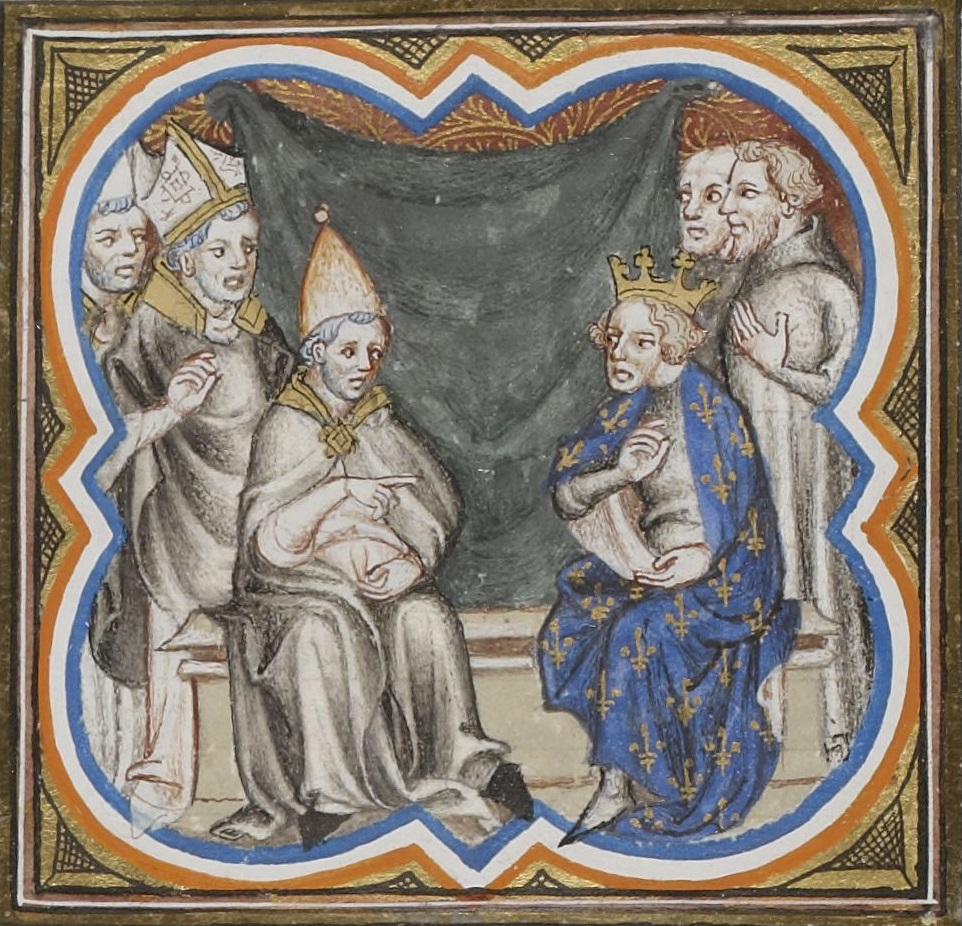
Treffen tussen Paus Paschalis II en koning Filips I in 1107, uit de Grandes Chroniques de France (1461)

De uitnodiging voor de Rijksdag te Mainz van januari 1106, om er over de investituur te onderhandelen, sloeg hij af. In plaats daarvan werd op de synode van Guastalla de investituur door de keizer opnieuw verboden. In datzelfde jaar slaagde Paschalis II erin, de investituurstrijd in Engeland tussen Anselmus van Canterbury en de Engelse koning Hendrik I te beëindigen, hoewel hij hiervoor grote concessies deed. Ook in het koninkrijk Frankrijk wist hij tot een vergelijk te komen met koning Filips I op een synode in Troyes.
Op 9 februari 1111 werd in een verdrag tussen de Paus en Hendrik V in Sutri vastgelegd, dat de Duitse koning aan het investituurrecht verzaakte en in ruil daarvoor Paschalis II Hendrik V tot keizer kroonde en dat de kerken in Duitsland en Italië alle regalia en Rijksgoederen, die ze hadden verworven sinds Karel de Grote, aan Hendrik V teruggaven. Drie dagen later mislukte het om het verdrag te doen slagen, omdat de wereldlijke en de geestelijke vorsten niet toestemden. Daarop nam Hendrik V de Paus en meerdere kardinalen gevangen en erkende hij het pontificaat van Silvester om zo Paschalis onder druk te zetten. Twee maanden later stemde Paschalis onder dwang in met het verdrag van Ponte Mammolo (11 april), waarin de keizer het investituurrecht toegewezen en Hendrik de keizerskroning werd toegezegd. Daarop trok Hendrik zijn steun aan Silvester in en trad Silvester op 12 of 13 april 1111 onder druk van Hendrik af en onderwierp hij zich aan Paschalis.
Een concilie van Lateranen in het daaropvolgende jaar 1112 verklaarde het verdrag echter nietig, daar het onder dwang was afgesloten geworden. In oktober 1112 werd de keizer geëxcommuniceerd. Met zijn bul Pie Postulatio Voluntatis van 15 februari 1113 erkende Paschalis II de hospitaalridders hun soevereiniteit en onafhankelijkheid.
In 1117 trok Hendrik V opnieuw tegen Rome op. Mathilde van Toscane zou voor haar dood haar uitgebreide bezittingen in Toscane aan de Kerk hebben vermaakt. Nadat ze in 1115 was gestorven, liet de keizer echter zijn aanspraken op deze gebieden gelden als tot het Rijk behorend en zette deze kracht bij door tegen de Paus op te trekken. Paschalis moest uit Rome vluchten en kon pas na de afreis van de keizer begin 1118 terugkeren, maar stierf enige dagen later.

## Historische bronnen
- Liber pontificalis (L.M.O. Duchesne, II, pp. 296-310).
- Conciliebesluiten en verdragen: L. Weiland (ed.), Monumenta Germaniae Historica, Constitutiones et acta publica imperatorum et regum, I, Hannover, 1893, pp. 134-152,564-574.